# 第2飛行隊 (航空自衛隊)
第2飛行隊（だい2ひこうたい、JASDF 2nd Squadron）は、かつて航空自衛隊飛行教育集団第1航空団隷下にあった戦闘機部隊。航空自衛隊2番目の飛行隊として1956年（昭和31年）に浜松基地で新編され、1965年（昭和40年）に閉隊されるまで戦闘機基礎課程教育任務を実施した。

## 概要
第2飛行隊は航空自衛隊2番目のF-86F戦闘機を運用する飛行隊として、1956年（昭和31年）8月25日に、静岡県浜松基地航空団隷下の教育部隊として新編された。浜松基地で同じく新編された第1飛行隊が戦闘高等操縦課程、第2飛行隊が戦闘機基礎（FC）課程の操縦教育を行い、1957年（昭和32年）9月には第1飛行隊と第2飛行隊の教育課程の交替が実施され、第2飛行隊は戦闘高等操縦（FW）課程担当となった。
1960年（昭和35年）4月16日には、第2飛行隊内に曲技飛行を行う空中機動研究班の制式編成が認められる。空中機動研究班は同年8月1日に特別飛行研究班に改称した。
1965年（昭和40年）11月30日に第2飛行隊は閉隊し、F-86Fによる戦闘機操縦教育は第1飛行隊に一本化されることとなり、特別飛行研究班も戦技研究班として第1飛行隊所属とされた。
部隊マークは、黒と黄のチェック帯に「不撓不屈」の紋章。

## 沿革
- 1956年（昭和31年）8月25日 - F-86F飛行隊として浜松基地の航空団隷下にて部隊編成[1]。
  - 10月1日 - 航空団が第1航空団に改称[1]。
- 1957年（昭和32年）9月 - 第1飛行隊と教育課程を交替。戦闘高等操縦課程の操縦教育を担当[1]。
- 1960年（昭和35年）4月16日 - 空中機動研究班編成[1]。
- 1965年（昭和40年）11月30日 - 第2飛行隊閉隊[1]。

## 歴代運用機
- 戦闘機
  - F-86F（1956年 - 1965年）
- 連絡機
  - T-33A（1956年 - 1965年）